# More Christmas 2011
More Christmas 2011 er et dansk opsamlingsalbum med julemusik udgivet den 4. november 2011 på disco:wax, MBO og Sony Music Albummet modtog i november 2011 guld for 15.000 solgte eksemplarer.

## Spor

### CD1
1. Mariah Carey - "All I Want for Christmas Is You"
2. Wham! - "Last Christmas"
3. Juice, S.O.A.P., Christina & Remee - "Let Love Be Love"
4. Boney M. - "Mary's Boy Child (Oh My Lord)"
5. Drengene Fra Angora - "Jul I Angora"
6. Brenda Lee - "Rockin' Around The Christmas Tree"
7. Darleens - "It's Gonna Be A Cold Cold Christmas"
8. Teitur - "Happy Xmas (War Is Over)"
9. Eartha Kit - "Santa Baby"
10. Frank Sinatra - "Let It Snow! Let It Snow! Let It Snow!"
11. Søs Fenger - "I'll Be Home For Christmas"
12. Anne Linnet - "Hvid Jul"
13. Søren Sko - "Have Yourself A Merry Little Christmas"
14. Szhirley - "Se Det Sne"
15. Elvis Presley - "Blue Christmas"
16. Tony Bennett - "Winter Wonderland"
17. Gnags - "Gnags' Julesang"
18. D-A-D - "Sad Sad Xmas"
19. Gasolin' - "Dejlig er jorden"

### CD2
1. MC Einar - "Jul Det' Cool"
2. Band Aid - "Do They Know It's Christmas?"
3. Jim Reeves - "Jingle Bells"
4. Bing Crosby - "White Christmas"
5. Anden - "Jul på Vesterbro"
6. Diskofil - "Søren Banjomus"
7. Shu-Bi-Dua - "Rap Jul"
8. Iben Hjejle & Rasmus Bjerg - "Skal Vi Klippe Vore Julehjerter Sammen"
9. Frederik - "Kender I Den Om Rudolf?"
10. Paprika Steen - "Jeg Så Julemanden Kysse Mor"
11. The Fireflies - "Christmas (Baby, Please Come Home)"
12. Chris de Burgh - "On A Christmas Night"
13. Backstreet Boys - "Christmas Time"
14. Dido - "Christmas Day"
15. Cæcilie Norby - "The Christmas Song"
16. Vocaloca - "Nu Det Jul"
17. Kaya - "Juletræet Med Sin Pynt"
18. The Antonelli Orchestra & Daniel Sitrit - "Når du ser et stjerneskud"
19. ABBA - "Happy New Year"

## Hitlister og certificeringer

### Hitlister
| Hitliste (2011)              | Højeste placering |
| ---------------------------- | ----------------- |
| Danmark (Compilation Top-10) | 1                 |

### Certificeringer
| Land (Organisation) | Certificering |
| ------------------- | ------------- |
| Danmark (IFPI)      | Guld          |